# Xã Hazelton, Michigan
Xã Hazelton (tiếng Anh: Hazelton Township) là một xã thuộc quận Shiawassee, tiểu bang Michigan, Hoa Kỳ. Năm 2010, dân số của xã này là 2.071 người.